# デヴィッド・アール・ニコルズ
デヴィッド・アール・ニコルズ（David Earl Nichols、1944年12月23日 - ）は、アメリカ合衆国の医薬化学者、薬理学者である。
1969年以来、向精神薬の分野に取り組んできた。元パデュー大学・薬理学 Robert C. & Charlotte P. Anderson 著名学長。
大学院生の頃、幻覚性のアンフェタミン類の光学異性体の生成に使う方法の特許を取得した。エスカリン、LSZ、6-APB、2C-I-NBOMeや他のNBOMeシリーズ（NBOMe-2C-B、NBOMe-2C-C、NBOMe-2C-D）の合成と報告に貢献したほか、エンタクトゲンという言葉を造語した。
ニコルズは、ヘフター調査研究所の創設所長である。研究所の名前は、ペヨーテ・サボテン中から活性成分のメスカリンを初めて発見した薬理学者のアーサー・ヘフターに由来する。
2004年には、国際セロトニンクラブよりアーウィン・H・ページ講師に任命されたし、ポルトガルでは「35年の幻覚剤の研究:長く奇妙なトリップ」と題された講演を行った。薬理学者の間で、世界的に有数の幻覚剤の専門家とみなされている。ニコルズの他の専門的な活動は、インディアナ州ウェストラファイエットのパデュー大学にて医薬化学と分子薬理学の教授であったことや、インディアナ大学医学部で医学生に講義することであった。

## 教育
- 理学博士 - 1969年 - シンシナティ大学[5]
- 哲学博士 - 1973年 - アイオワ大学
- 博士研究員 - 1973-74年 - アイオワ大学

## 研究分野
ニコルズは今なお幻覚剤の学術的な研究を行っている。彼がこれまでに執筆した分子構造と生物学的な効果の関係（よく構造活性相関と呼ばれる）に関する科学論文や書籍の章は約250におよび出版されている。幻覚剤の薬物弁別にはラットモデルを用いて広く実施してきた。ラットは薬物に効果があれば反応を示した。彼は研究に主にラットを使い、シュルギンのPiHKALにて挙げられる多くの化合物は、実際にはニコルズの研究室で初めて合成された。この研究室では、放射性リガンドとして、[125I]-(R)-DOIもまた初めて合成されている。21世紀初頭において、ニコルズは、LSDの化学と薬理学に関する正当な研究を発表してきた、稀有な人物の1人であり、ETH-LAD、PRO-LAD、AL-LADなど、いくつかのLSDよりも強いLSDの類縁体（アナログ）を初めて報告した。それらの人での効果についてはTiHKALに記されている。
また、いくつかの最近の臨床研究で利用できるようにシロシビンの合成法を改良して合成し、またMDMAやDMTを合成し、サイケデリック・ルネサンスと呼ばれる現在の研究状況において、誰も引き受けたがらなかった合成を行った。
その他、注目に値する研究としては、MDAとMDMAの構造活性相関と作用機序についての広範な研究が実行されるのを手助けしたことが挙げられ、同時に、5-メチル-MDA、4-MTA、MDAIのような多くの新規の類縁体を発見するのを手伝った。1986年にはギリシャ語とラテン語に起源し「内部に触れる」という意味のエンタクトゲンという言葉を作り、MDMAの作用を説明しようとした。ニコルズが言うには、灰色市場の化学者たちは、ニコルズが1990年代に発表した4-メチルチオアンフェタミン (MTA) に関する論文の情報を用いて薬物を合成し、フラットライナーという俗称の錠剤をエクスタシーの代用品として売っていたという。
より最近では、ニコルズはドーパミンの研究における世界的指導者となり、彼のチームは、いくつかの注目されるドーパミン受容体リガンドを開発した。それは選択的D1完全作動薬のジヒドレキシジンや、パーキンソン病の治療にて研究されているジナプソリンジノキシリンから誘導される他の何種類かのサブタイプ選択的ドーパミン作動薬である。ニコルズはDarPharma社の共同創設者となり、自身のドーパミン化合物を商業化している。彼のチームが開発した化合物のいくつかは、パーキンソン病や、統合失調症における認知と記憶の障害の治療のために臨床試験が行われている。

## デザイナードラッグ市場への影響
デザイナードラッグの生産者は、グレーマーケットで潜在的に価値のある化合物の情報についての科学文献を調べており、ニコルズの出版物は、新しいデザイナードラッグを生み出すのに「特に有用な」手引きだと形容している。死亡例のいくつかはニコルズの研究室で発見された化合物に起因しているとされたこともあり、それを知ったニコルズは動揺し、しばらく落ち込んだ。

## さらに読む
- The Medicinal Chemistry of Phenethylamine Psychedelics
- LSD and Its Lysergamide Cousins